# Mérignac (Charente-Maritime)
Mérignac – miejscowość i gmina we Francji, w regionie Nowa Akwitania, w departamencie Charente-Maritime.
Według danych na rok 1990 gminę zamieszkiwało 179 osób, a gęstość zaludnienia wynosiła 41 osób/km² (wśród 1467 gmin regionu Poitou-Charentes Mérignac plasuje się na 816. miejscu pod względem liczby ludności, natomiast pod względem powierzchni na miejscu 1096.).